# Grafschaft Soissons
Eine Grafschaft Soissons mit der Hauptstadt Soissons befand sich Ende des 9. Jahrhunderts in den Händen von Heribert II., Graf von Vermandois. Dessen Nachkommen hielten die Grafschaft bis zum 14. Jahrhundert.
Durch Heirat ging die Grafschaft dann an Johanna von Hennegau über, dann an Ludwig von Châtillon, Graf von Blois. Dessen Sohn Guido verkaufte sie 1367 an Enguerrand VII. de Coucy. Enguerrands Tochter Marie verkaufte einen Teil weiter an Herzog Ludwig von Orléans, der dann mit der Thronbesteigung Ludwigs XII. mit der Domaine royal vereinigt wurde.
1413 bekam Robert von Bar die Grafschaften Marle und (Rest-)Soissons als Entschädigung für den Verlust des Herzogtums Bar. Unter seinen Nachkommen wurde Soissons vererbt. Letzter Graf von Soissons war Eugen Johann Franz von Savoyen, mit dessen Tod 1734 die Grafschaft an die Krone zurückfiel.
Im 12. Jahrhundert wurde für den Kastellan von Coucy eine Vizegrafschaft Soissons eingerichtet.

## Grafen von Soissons

### Karolinger
- Heribert I., † 900/907, Graf von Vermandois, Graf von Soissons (Karolinger)
- Heribert II., † 943, Graf von Vermandois, Graf von Soissons, dessen Sohn
- Guy I., † 988, Graf von Soissons;
- Adelise, Gräfin von Soissons, dessen Ehefrau
- Nocher II, Graf von Bar-sur-Aube und Soissons, 1005-um 1019 bezeugt, deren zweiter Ehemann
- Renaud I., Graf von Soissons, † 1057, wohl deren Sohn
- Guy II., † 1057, Graf von Soissons, dessen Sohn
- Adelaide, † um 1105, dessen Schwester; ⚭ Guillaume Busac, Graf von Eu

### Rolloniden
- Guillaume Busac, † nach 1079, 1035/40-vor 1052 Graf von Eu, 1057/59-nach 1076 Graf von Soissons, deren Ehemann
- Renaud II., Graf von Soissons 1082/84, dessen Sohn
- Jean, Graf von Soissons, † nach 1115, dessen Bruder
- Renaud III., Graf von Soissons bis 1141, dessen Sohn

1141 tritt Renaud III. Soissons an seinen Schwager Ives II. von Nesle ab und wird geistlich.

### Haus Nesle
- Ives II. von Nesle, † 1178, 1141 Graf von Soissons, dessen Schwager
- Conon, † 1180, 1178 Graf von Soissons, dessen Neffe
- Raoul I. de Nesle, † 1235, 1180 Graf von Soissons, dessen Bruder, ⚭ Adele von Dreux, Tochter von Robert I., Graf von Dreux
- Jean II., 1235 Graf von Soissons, Graf von Chartres, Herr von Amboise, † 1270/72, dessen Sohn; ⚭ Mahaut d’Amboise, Erbin von Chartres und Amboise (Haus Amboise)
- Jean III., Graf von Soissons, † vor 1286, dessen Sohn
- Jean IV., Graf von Soissons, † vor 1302, dessen Sohn
- Hugues, Graf von Soissons, † nach 1306, dessen Bruder
- Marguerite, † 1350, Gräfin von Soisson bis 1344, dessen Tochter; ⚭ Johann von Avesnes, † 1356

### Haus Avesnes
- Johanna von Hennegau, † 1350, Gräfin von Soissons, deren Tochter; ⚭ Ludwig I. von Châtillon, Graf von Blois, † 1346

### Haus Châtillon
- Guido II. von Châtillon, † 1397, Graf von Soissons, 1381 Graf von Blois, deren Sohn

Guido II. schenkt Soissons am 15. Juli 1367 Elisabeth von England, die mit Enguerrand VII. de Coucy verheiratet ist.

### Haus Gent
- Enguerrand VII. de Coucy, † 1398, Graf von Soissons
- Marie de Coucy, † 1405, dessen Tochter; ⚭ Heinrich von Bar, † 1404 (Haus Scarponnois)

Marie de Coucy verkaufte einen Teil von Soissons an Herzog Ludwig von Orléans.

### Haus Valois-Orléans
- Ludwig (1372–1407), Herzog von Orléans, 1400 Graf von Soissons
- Charles (1394–1465), Herzog von Orléans, Graf von Soissons bis 1412

### Haus Scarponnois
- Robert de Marle, † 1415, Sohn von Heinrich von Bar und Marie de Coucy, 1413 Comte de Marle et de Soissons
- Jeanne de Bar, Comtesse de Marle et de Soissons, † 1462, dessen Tochter; ⚭ Louis I. de Luxembourg, Graf von Saint-Pol etc., Connétable von Frankreich, † hingerichtet 1475

### Haus Valois-Orléans
- Ludwig (1462–1515), Sohne von Karl von Orléans, 1466 Herzog von Orléans, Graf von Soissons, 1498 als Ludwig XII. König von Frankreich
- Claude de France (1499–1524), 1505 Gräfin von Soissons, 1514 Herzogin von Bretagne, dessen Tochter, heiratete Franz I., 1515 König von Frankreich

Der von Ludwig von Orléans gekaufte Teil des Grafschaft Soissons wird in die Domaine royal integriert.

### Haus Luxemburg-Ligny
- Johann von Luxemburg, † 1476, 1462 Graf von Marle und Soissons, deren Sohn
- Pierre II. de Luxembourg, † 1482, 1475 Graf von Saint-Pol, Brienne und Roucy, 1476 Graf von Marle und Soissons, dessen Bruder
- Marie de Luxembourg, † 1546, Gräfin von Saint-Pol, Marle und Soissons, dessen Tochter

### Bourbonen
- François de Bourbon (1470–1495), Graf von Vendôme, Graf von Soissons (iure uxoris), deren Ehemann.
- Charles de Bourbon, Herzog von Vendôme (1489–1537), Herzog von Vendôme, Graf von Soissons, dessen Sohn.
- Jean de Bourbon (1528–1557), Graf von Soissons, Enghien, Herzog von Estouteville, dessen Sohn.
- Louis de Bourbon, Fürst von Condé (1530–1569), 1557 Graf von Soissons, dessen Bruder.
- Charles de Bourbon (1566–1612), 1569 Graf von Soissons und Dreux, dessen Sohn.
- Louis de Bourbon (1604–1641), 1612 Graf von Soissons, Dreux und Clermont-en-Beauvaisis, dessen Sohn.
- Marie de Bourbon (1606–1692), 1641 Gräfin von Soissons, dessen Schwester.

### Haus Savoyen
- Thomas von Savoyen, Fürst von Carignan (1596–1656), Fürst von Carignan, 1641 Graf von Soissons (iure uxoris), deren Ehemann
- Eugen Moritz von Savoyen (1633–1673), Graf von Soissons und Dreux, deren Sohn
- Ludwig Thomas von Savoyen (1657–1702), 1692 Graf von Soissons, dessen Sohn
- Thomas Emmanuel von Savoyen-Carignan (1687–1729), 1702 Graf von Soissons, dessen Sohn
- Eugen Johann Franz von Savoyen[1] (1714–1734), 1729 Graf von Soissons

Die französischen Lehen fallen 1734 an die Krone zurück.